# Kanton Gournay-en-Bray
Der Kanton Gournay-en-Bray  ist  seit 1790 ein französischer Wahlkreis im Arrondissement Dieppe im Département Seine-Maritime in der Region Normandie; sein Hauptort ist Gournay-en-Bray.

## Gemeinden
Der Kanton besteht aus 66 Gemeinden mit insgesamt 35.327 Einwohnern (Stand: 1. Januar 2022) auf einer Gesamtfläche von 789,05 km²:
| Gemeinde                  | Einwohner 1. Januar 2022 | Fläche km² | Dichte Einw./km² | Code INSEE | Postleitzahl |
| ------------------------- | ------------------------ | ---------- | ---------------- | ---------- | ------------ |
| Argueil                   | 348                      | 6,95       | 50               | 76025      | 76780        |
| Aubéguimont               | 177                      | 4,85       | 36               | 76028      | 76390        |
| Aumale                    | 1.985                    | 9,06       | 219              | 76035      | 76390        |
| Avesnes-en-Bray           | 284                      | 11,90      | 24               | 76048      | 76220        |
| Beaubec-la-Rosière        | 462                      | 12,97      | 36               | 76060      | 76440        |
| Beaussault                | 411                      | 18,30      | 22               | 76065      | 76870        |
| Beauvoir-en-Lyons         | 630                      | 33,29      | 19               | 76067      | 76220        |
| Bézancourt                | 362                      | 17,59      | 21               | 76093      | 76220        |
| Bosc-Hyons                | 420                      | 5,63       | 75               | 76124      | 76220        |
| Brémontier-Merval         | 430                      | 17,17      | 25               | 76142      | 76220        |
| Compainville              | 166                      | 6,36       | 26               | 76185      | 76440        |
| Conteville                | 504                      | 13,71      | 37               | 76186      | 76390        |
| Criquiers                 | 714                      | 23,55      | 30               | 76199      | 76390        |
| Croisy-sur-Andelle        | 517                      | 3,83       | 135              | 76201      | 76780        |
| Cuy-Saint-Fiacre          | 631                      | 9,63       | 66               | 76208      | 76220        |
| Dampierre-en-Bray         | 448                      | 12,82      | 35               | 76209      | 76220        |
| Doudeauville              | 110                      | 3,94       | 28               | 76218      | 76220        |
| Elbeuf-en-Bray            | 393                      | 10,65      | 37               | 76229      | 76220        |
| Ellecourt                 | 156                      | 4,45       | 35               | 76233      | 76390        |
| Ernemont-la-Villette      | 210                      | 7,46       | 28               | 76242      | 76220        |
| Ferrières-en-Bray         | 1.675                    | 15,88      | 105              | 76260      | 76220        |
| Forges-les-Eaux           | 3.653                    | 15,33      | 238              | 76276      | 76440        |
| Fry                       | 140                      | 8,03       | 17               | 76292      | 76780        |
| Gaillefontaine            | 1.161                    | 26,23      | 44               | 76295      | 76870        |
| Gancourt-Saint-Étienne    | 226                      | 12,48      | 18               | 76297      | 76220        |
| Gournay-en-Bray           | 5.834                    | 10,40      | 561              | 76312      | 76220        |
| Grumesnil                 | 480                      | 11,16      | 43               | 76332      | 76440        |
| Haucourt                  | 192                      | 10,18      | 19               | 76343      | 76440        |
| Haudricourt               | 456                      | 29,98      | 15               | 76344      | 76390        |
| Haussez                   | 277                      | 13,15      | 21               | 76345      | 76440        |
| Hodeng-Hodenger           | 281                      | 11,54      | 24               | 76364      | 76780        |
| Illois                    | 391                      | 14,54      | 27               | 76372      | 76390        |
| La Bellière               | 50                       | 4,54       | 11               | 76074      | 76440        |
| La Chapelle-Saint-Ouen    | 143                      | 7,85       | 18               | 76171      | 76780        |
| La Ferté-Saint-Samson     | 446                      | 19,05      | 23               | 76261      | 76440        |
| La Feuillie               | 1.245                    | 39,76      | 31               | 76263      | 76220        |
| La Hallotière             | 204                      | 3,75       | 54               | 76338      | 76780        |
| La Haye                   | 368                      | 6,74       | 55               | 76352      | 76780        |
| Landes-Vieilles-et-Neuves | 125                      | 7,09       | 18               | 76381      | 76390        |
| Le Caule-Sainte-Beuve     | 479                      | 16,71      | 29               | 76166      | 76390        |
| Le Mesnil-Lieubray        | 94                       | 5,94       | 16               | 76431      | 76780        |
| Le Thil-Riberpré          | 239                      | 10,09      | 24               | 76691      | 76440        |
| Longmesnil                | 46                       | 3,86       | 12               | 76393      | 76440        |
| Marques                   | 236                      | 13,05      | 18               | 76411      | 76390        |
| Mauquenchy                | 364                      | 12,64      | 29               | 76420      | 76440        |
| Ménerval                  | 173                      | 12,43      | 14               | 76423      | 76220        |
| Mésangueville             | 155                      | 10,55      | 15               | 76426      | 76780        |
| Mesnil-Mauger             | 244                      | 8,28       | 29               | 76432      | 76440        |
| Molagnies                 | 209                      | 4,65       | 45               | 76440      | 76220        |
| Montroty                  | 255                      | 10,79      | 24               | 76450      | 76220        |
| Saint-Lucien              | 233                      | 9,00       | 26               | 76601      | 76780        |
| Morienne                  | 186                      | 8,91       | 21               | 76606      | 76390        |
| Morville-le-Héron         | 543                      | 15,89      | 34               | 76455      | 76780        |
| Neuf-Marché               | 647                      | 17,71      | 37               | 76463      | 76220        |
| Nolléval                  | 417                      | 9,93       | 42               | 76469      | 76780        |
| Nullemont                 | 150                      | 5,65       | 27               | 76479      | 76390        |
| Pommereux                 | 94                       | 5,39       | 17               | 76505      | 76440        |
| Richemont                 | 443                      | 10,69      | 41               | 76527      | 76390        |
| Roncherolles-en-Bray      | 457                      | 14,37      | 32               | 76535      | 76440        |
| Ronchois                  | 182                      | 8,62       | 21               | 76537      | 76390        |
| Rouvray-Catillon          | 226                      | 12,22      | 18               | 76544      | 76440        |
| Saint-Michel-d’Halescourt | 119                      | 4,81       | 25               | 76623      | 76440        |
| Saumont-la-Poterie        | 413                      | 15,94      | 26               | 76666      | 76440        |
| Serqueux                  | 948                      | 5,76       | 165              | 76672      | 76440        |
| Sigy-en-Bray              | 487                      | 18,46      | 26               | 76676      | 76780        |
| Vieux-Rouen-sur-Bresle    | 583                      | 14,92      | 39               | 76739      | 76390        |
| Kanton Gournay-en-Bray    | 35.327                   | 789,05     | 45               | 7612       | –            |

Bis zur Neuordnung bestand der Kanton Gournay-en-Bray aus den 16 Gemeinden Avesnes-en-Bray, Bézancourt, Bosc-Hyons, Brémontier-Merval, Cuy-Saint-Fiacre, Dampierre-en-Bray, Doudeauville, Elbeuf-en-Bray, Ernemont-la-Villette, Ferrières-en-Bray, Gancourt-Saint-Étienne, Gournay-en-Bray, Ménerval, Molagnies, Montroty und Neuf-Marché. Sein Zuschnitt entsprach einer Fläche von 181,13 km2. 

## Veränderungen im Gemeindebestand seit der landesweiten Neuordnung der Kantone
2025: Fusion Le Héron und Morville-sur-Andelle → Morville-le-Héron
2017: Abspaltung von Sigy-en-Bray → Saint-Lucien
2016: Fusion Forges-les-Eaux und Le Fossé → Forges-les-Eaux

## Bevölkerungsentwicklung
| 1962  | 1968   | 1975   | 1982   | 1990   | 1999   | 2010   |
| ----- | ------ | ------ | ------ | ------ | ------ | ------ |
| 9.708 | 10.909 | 11.350 | 11.273 | 11.490 | 11.952 | 12.911 |